# Paimpol
Paimpol (en bretó Pempoull) és un municipi francès, situat a la regió de Bretanya, al departament de Costes del Nord. L'any 1999 tenia 7.932 habitants. El consell municipal ha aprovat la carta Ya d'ar brezhoneg.

## Demografia
| Evolució de la població |       |       |       |       |       |       |       |       |
| 1793                    | 1800  | 1806  | 1821  | 1831  | 1836  | 1841  | 1846  | 1851  |
| 1 748                   | 1 679 | 1 849 | 1 900 | 2 108 | 2 012 | 2 043 | 2 076 | 2 136 |

| 1856  | 1861  | 1866  | 1872  | 1876  | 1881  | 1886  | 1891  | 1896  |
| ----- | ----- | ----- | ----- | ----- | ----- | ----- | ----- | ----- |
| 2 032 | 2 116 | 2 166 | 2 017 | 2 035 | 2 363 | 2 211 | 2 213 | 2 473 |

| 1901  | 1906  | 1911  | 1921  | 1926  | 1931  | 1936  | 1946  | 1954  |
| ----- | ----- | ----- | ----- | ----- | ----- | ----- | ----- | ----- |
| 2 737 | 2 805 | 2 873 | 2 802 | 2 690 | 2 671 | 2 528 | 2 781 | 2 795 |

| 1962  | 1968  | 1975  | 1982  | 1990  | 1999  | 2006 | 2011 | 2016 |
| ----- | ----- | ----- | ----- | ----- | ----- | ---- | ---- | ---- |
| 7 713 | 7 723 | 8 176 | 7 994 | 7 856 | 7 932 | -    | -    | -    |

| 2019 | - | - | - | - | - | - | - | - |
| ---- | - | - | - | - | - | - | - | - |
| -    | - | - | - | - | - | - | - | - |

## Administració
| Període   | Identitat                 | Partit            |
| --------- | ------------------------- | ----------------- |
| 1961-1988 | Max Querrien              | PS                |
| 1995-2001 | Paulette Kapry            | Divers gauche     |
| 2001-2004 | Jacques Saleun            | UDF i després UMP |
| 2004-2008 | Jean-Paul Pochard         | Divers droite     |
| 2008-     | Jean-Yves de Chaisemartin | Divers droite     |

## Persones il·lustres
- Marcel Cachin, polític comunista francès.

## Agermanaments
- Grundarfjörður
- Romsey
- Vermilion (Ohio)